# Regierungschef von Macau
Der Regierungschef der Sonderverwaltungszone Macau der Volksrepublik China (chinesisch 中華人民共和國澳門特別行政區行政長官, portugiesisch Chefe do Executivo da Região Administrativa Especial de Macau da República Popular da China) ist der Leiter der Regierung der chinesischen Sonderverwaltungszone Macau und deren oberster Repräsentant. Derzeitiger Amtsträger ist Sam Hou-fai (Stand 2024).
Der Regierungschef wird nicht mit allgemeinem Wahlrecht in einer Direktwahl gewählt. Stattdessen wird die Wahl von einem Wahlkomitee vorgenommen, welches aus 400 Mitgliedern besteht. Mitglieder sind zunächst die 33 Mitglieder der Gesetzgebenden Versammlung von Macau. Außerdem sind die 20 für Macau teilnehmenden Mitglieder der Politischen Konsultativkonferenz des chinesischen Volkes sowie die 7 Abgeordneten des Nationalen Volkskongresses aus Macau Teil des Wahlkomitees.
Die übrigen 350 Mitglieder werden über drei funktionelle Wahlkreise gewählt. Dabei werden im Wahlkreis des Industrie-, Handels- und Finanzsektors 120 Mitglieder gewählt, im Kultur-, Bildungssektor sowie sonstigen Berufssektoren werden 115 Mitglieder gewählt und im Arbeits-, Sozialdienst- und Religionssektor werden nochmal 115 Mitglieder gewählt. Im Jahr 2014 waren insgesamt 825 Vereinigungen und Organisationen in allen Wahlkreisen zusammen wahlberechtigt – es handelt sich bei allen wahlberechtigten juristischen Personen um keine natürlichen Personen. Die Regierung der Volksrepublik China unter dem Premierminister vollzieht die offizielle Ernennung des Regierungschefs.
Um sich erfolgreich als Kandidat zu nominieren, sind Unterschriften von 66 der 400 Wahlkomiteemitglieder, ein Alter von 40 Jahren sowie ein Wohnsitz in Macau seit 20 Jahren die Mindestvoraussetzungen. Die Wahlen des Regierungschefs finden alle fünf Jahre statt. Eine einmalige Wiederwahl ist möglich. Anders als in Hongkong steht im Grundgesetz von Macau kein Hinweis darauf, dass in absehbarer Zeit das indirekte Wahlverfahren durch eine Direktwahl ersetzt werden soll. Dies ist auf eine schwächere Stellung des Pro-Demokratie-Lagers zurückzuführen.

## Bisherige Amtsinhaber
Alle bisherigen Amtsinhaber waren parteilose Anhänger des Pro-Peking-Lagers.
- Edmund Ho (1999–2009)
- Fernando Chui Sai On (2009–2019)
- Ho Iat Seng (2019–2024)
- Sam Hou Fai (seit 2024)